# Strumigenys flagellata
Strumigenys flagellata (лат.) — вид мелких земляных муравьёв из подсемейства Myrmicinae. Австралия.

## Описание
Мелкие муравьи (около 2 мм) с сердцевидной головой, расширенной кзади. Сходен с Strumigenys semicompta, от которого отличается наличием длинных щетинок на верхнем краю усиковых броздок и на плечевых углах переднеспинки.
Мандибулы короткие треугольные (с несколькими зубцами, обычно 5). Пронотум окаймлён дорзолатерально. Глаза на виде спереди не видны, так как скрыты в усиковых бороздках. Стебелёк между грудкой и брюшком состоит из двух члеников: петиолюса и постпетиолюса (последний четко отделен от брюшка), жало развито, куколки голые (без кокона). Специализированные охотники на коллембол. Вид был впервые описан в 1962 году австралийским мирмекологом Робертом Тейлором (Robert Taylor) под первоначальным названием Codiomyrmex flagellatus, а позднее также включался в состав родов Glamyromyrmex и Pyramica.